# Harig schorsschijfje
Het harig schorsschijfje (Peroneutypa scoparia) is een schimmel behorend tot de familie Diatrypaceae. Het leeft parasitair op een groot spektrum van mono- en dicotyledone planten. Het komt voor op min of meer verhoute delen van loofbomen in verschillende biotopen. Hij is bekend van Iep (Ulmus), Esdoorn (Acer), Es (Fraxinus) en Linde (Tilia).

## Kenmerken
De asci zijn 8-sporig, klein, sleutelbladig en zeer talrijk, met lange stelen en ascosporen vaak bij elkaar in het bovenste deel van de ascus. Ascosporen zijn glad, eencellig, hyaliene en meestal 4–5 × 1–1,5 μm groot.

## Verspreiding
In Nederland komt het zeer algemeen voor. Het staat niet op de rode lijst en is niet bedreigd.